# Здание Государственной академической капеллы Санкт-Петербурга
Здание Государственной академической капеллы Санкт-Петербурга — памятник архитектуры. Расположен в Санкт-Петербурге, современный адрес — набережная реки Мойки, 18-22, Большая Конюшенная улица, 11.
Ансамбль капеллы представляет собой комплекс из нескольких зданий, которые занимают участок клинообразной формы, начинающийся от набережной Мойки и сужающийся к Большой Конюшенной улице. На набережную выходят два жилых корпуса, проезд между которыми ведет в парадный двор-курдонёр. В глубине двора находится корпус с концертным залом капеллы и пристроенным к нему Царским павильоном. В настоящее время территория капеллы разбита поперечными корпусами на четыре проходных двора, также существуют два боковых двора внутри выходящих на Мойку жилых флигелей и два световых двора.

## История строительства
Клинообразная форма участка, где располагается капелла, осталась неизменной с момента его появления; считается, что он возник в 1714 году, когда началось освоение левого берега Мойки. В 1720-е годы участком владел вице-адмирал М. Х. Змаевич, при котором в 1723 г. были построены деревянный Комедиантский дом («Анбар для комедий», арх. Н. Ф. Гербель) и две глинобитных постройки. Следующим владельцем участка стал английский купец Д. Гарнер, который построил себе деревянный дом на каменном полуподвале. В 1730-х годах императрица Анна Иоанновна пожаловала территорию с находящимся на ней домом гоф-хирургу Х. М. Паульсену. В этот период к Мойке, которая ещё не имела полноценной набережной, выходила индивидуальная пристань, за домом были регулярный сад и аптекарский огород, а со стороны Большой Конюшенной находились одноэтажные служебные постройки. В мае 1773 года этот дом с участком («мерою земли с лица по Мьи реке 31 сажень с аршином») был продан наследниками Паульсена, вдовой и сыном, зятю Паульсена, архитектору Ю. М. Фельтену, который к 1777 году построил здесь трёхэтажный каменный особняк с двумя флигелями вокруг двора-курдонёра и с портиком-лоджией на главном фасаде. Фельтен с семьёй жил здесь до 1784 года, когда он продал особняк за 500 000 рублей и переехал на Васильевский остров.
В 2000 году на фасаде здания капеллы была сбита штукатурка и проведено исследование, по которому была составлена научная реконструкция облика фельтеновского особняка. Первый этаж был рустован и служил цоколем портика-лоджии с четырьмя колоннами, стены были розовыми, рустовка терракотовой, колонны, тяги, наличники — белыми, а цоколь выложен плитами красного гранита; лоджия с колоннадой делала здание необычным для Санкт-Петербурга.
После смены нескольких владельцев (Неплюевы, Нарышкины, норвежский предприниматель Ф. Бух) 15 октября 1808 года все строения на участке были выкуплены казной по инициативе директора Императорской придворной певческой капеллы Д. С. Бортнянского и, после необходимого ремонта, выполненного архитектором Л. И. Руска, 1 ноября 1810 года сюда переехали певчие капеллы.
Поскольку бывшая усадьба Фельтена не подходила для функционирования большого концертного и учебного заведения, в 1828 году по инициативе нового директора капеллы Ф. П. Львова архитектору Л. И. Шарлеманю было поручено перестроить весь комплекс. По проекту Шарлеманя к флигелям по набережной Мойки планировалось пристроить двухэтажные корпуса вдоль границ участка со сквозным проездом на Большую Конюшенную улицу, но эта перестройка не была осуществлена. Однако в начале 1830-х годов по новому проекту Шарлеманя к главному корпусу был пристроен трёхэтажный объём с залом для пения. В 1834 году по проекту П. Л. Виллерса надстроили корпуса вдоль двора), закрыли арочные проезды во внутренние боковые дворы этих корпусов, поставили ограду с воротами (также по рисунку Вилерса; позднее в проекте Бенуа ограда была изменена с сохранением рисунка). Во второй половине столетия (при перестройке Бенуа) липовый сад за особняком срубили, застроив территорию доходными домами с проходными дворами до Большой Конюшенной улицы.
Благодаря соседству с Певческой капеллой получил своё название построенный в 1834 году Певческий мост.
В 1862 году альбом «Северное сияние» отмечал, что здание «громадно, но не представляет ничего особенного в архитектурном отношении».

## Здание Бенуа

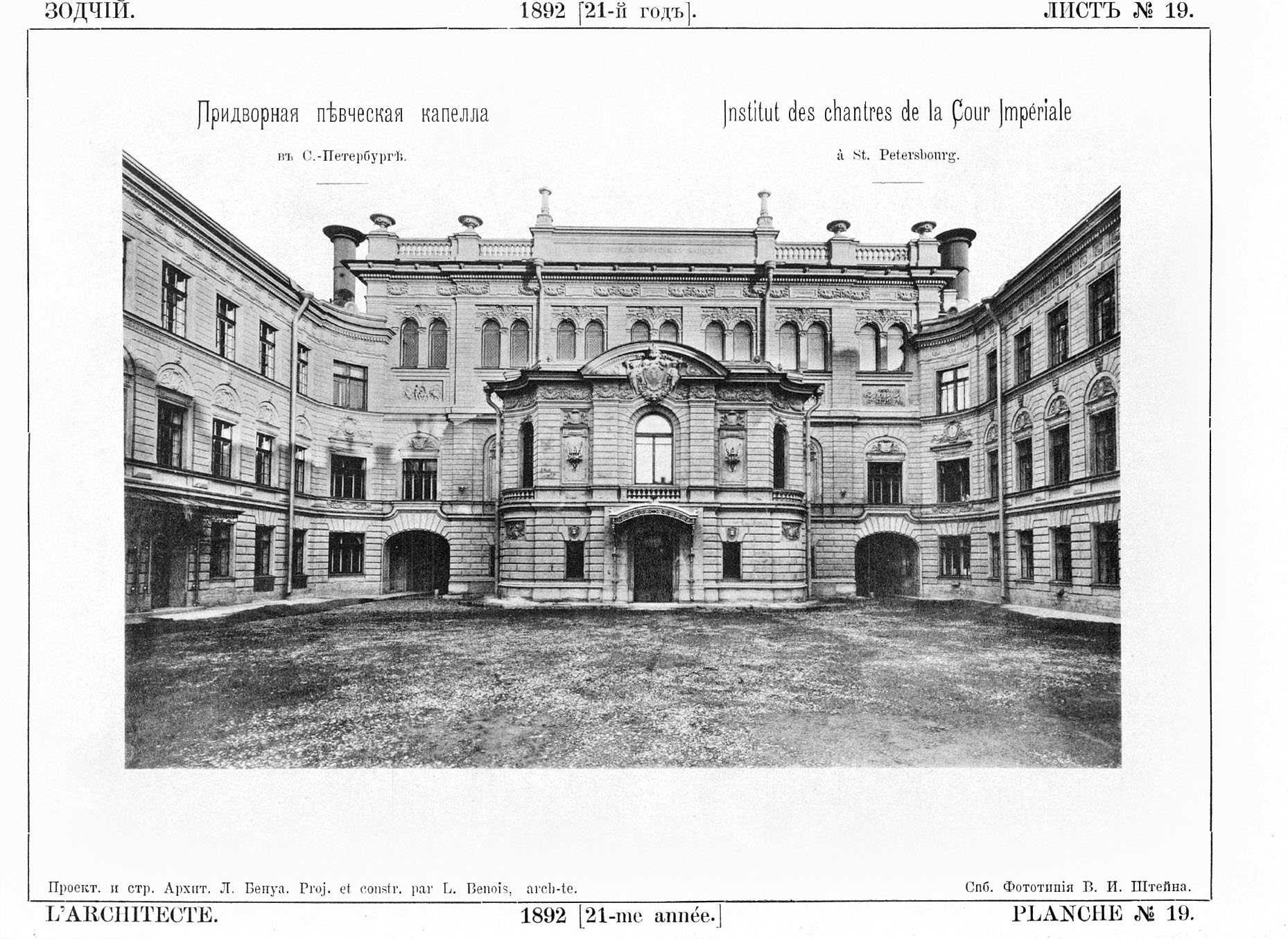
Парадный двор и главное здание капеллы на снимке 1892 года

Поскольку к концу XIX века здания комплекса обветшали, а жилых и учебных помещений по-прежнему не хватало, руководители капеллы убедили Министерство императорского двора в необходимости капитальной перестройки. Рассматривались проекты архитекторов Л. Н. Бенуа, Н. В. Султанова и В. А. Шрётера. В июле 1886 года Александр III одобрил проект Леонтия Бенуа. Все строительные и отделочные работы были закончены к началу 1889 года.
При создании нового ансамбля Бенуа использовал самые прочные из числа имевшихся построек: жилые корпуса, выходящие на Мойку, и часть главного здания. Стены бывшего особняка Фельтена были разобраны до уровня сводов первого этажа, трехэтажную пристройку Шарлеманя Бенуа сохранил целиком. Полностью новыми зданиями стали школьные флигели, регентские классы, машинное здание, Царский павильон (тамбур входа в царскую ложу) и два жилых дворовых флигеля со стороны Большой Конюшенной улицы. Все здания комплекса композиционно связаны единым рисунком фасада.
Создавая архитектурный комплекс капеллы, Бенуа сумел мастерски замаскировать неправильные формы участка, создав впечатление, что все дворы имеют симметричную прямоугольную форму, в то время как во всем комплексе нет ни одного строго прямоугольного пространства.
«Старая лицевая сторона Певческой капеллы, выходящая к Певческому мосту, находилась в центре всего здания и имела разрыв, ведущий в главный двор-курдонёр. Ось разрыва шла не перпендикулярно к главному двору, а под косым углом, что было очень некрасиво. Поэтому я предложил её перенести, что вызвало необходимость от одной части, правой от моста, как бы отколоть, а к левой пристроить… Теперь со стороны моста корпуса получились неравными, зато ось лежит посредине. Так как лицевые фасады не имеют особых членений, то сложившаяся асимметрия менее заметна, чем та кривая ось, которая была».
Два трёхэтажных флигеля на красной линии застройки набережной Мойки служат границами парадного двора перед главным зданием. Флигели соединены оградой с решёткой спокойного красивого рисунка. В центре ограды находятся пилоны ворот, на которые помещены светильники. Неброский внешний вид боковых (квартирных) флигелей не нарушает сложившийся характер застройки левого берега Мойки и в то же время подчёркивает пластически обогащённый декоративными элементами фасад главного здания, которое доминирует над остальными корпусами за счет двусветного второго этажа. Продуманность и согласованность элементов комплекса превращают его в выразительный ансамбль, который при этом не конкурирует с ансамблем Дворцовой площади, поскольку нарядный главный корпус капеллы находится в глубине двора и с площади почти не виден.
При проектировании внешнего облика зданий капеллы Бенуа обратился к стилю Людовика XVI, сочетающему строгость и живописность. Фасад концертного зала и соседних флигелей рустован, над окнами здания расположены сандрики, некоторые из которых украшены картушами. У верхнего этажа двойные арочные окна, между ними расположены ионические пилястры. Фриз составлен из триглифов и метоп, есть орнаменты-ионики. На крыше концертного зала и у окон над входом в Царский павильон стоит балюстрада. Рустовка стен (более глубокая на первом этаже, менее рельефная во втором и «нитяная» в третьем) является мотивом, объединяющим все лицевые корпуса капеллы, который подчеркивает пластику рельефных гирлянд с лентами, картушей и изображений музицирующих путти.
Также Бенуа выполнил эскизы интерьеров и мебели в главном здании, обратившись к стилю рококо. Интерьеры декорированы лепниной, позолотой, для покраски стен используются неброские пастельные тона. В концертном зале осветительные приборы и лепнина используют мотивы рокайлей и акантов. Стены украшены филёнками с вписанными в них венками и фестонами. Своды арочных окон украшены масками купидонов. В нишах с сандриками над сценой стоят вазоны с позолоченными растительными узорами. Ложа украшена филёнками с картушем и золочёным гербом. В декоративной отделке участвовали лепщик И. П. Дылев (создавший рельефные композиции, растительные узоры, фестоны, маски, рокайли, аканты и розетки) и слесарный мастер Е. А. Веберг. Потолок концертного зала кессонирован (проектное решение потолка, подвешенного к металлической конструкции крыши, сделало концертный зал капеллы одним из лучших в Европе по своим акустическим характеристикам), расписан растительными узорами и поддерживается лепными кронштейнами. В прочих помещениях для декора использована позолота, филёнки, растительный декор, картуши на сводах потолков. В центральной части торцовой стены над сценой находились впоследствии утраченные живописные панно, выполненные на холсте художником-декоратором Императорских театров А. Лево и изображавшие балюстрады и вазы с цветами на фоне окрашенной под мрамор штукатурки. Современники отмечали также удачное освещение и отличную вентиляцию концертного зала. В центре сцены Бенуа предусмотрел устройство органа, который, однако, был установлен в капелле лишь в 1928 году — он был перенесён из Голландской церкви. По бокам от органа установлены бюсты Д. С. Бортнянского и А. Ф. Львова, изначально выполненные А. Л. Обером, которые в советское время были заменены на бюсты Маркса и Ленина, а потом на светильники, и воссозданные скульптором Б. А. Петровым в 2012 году.
Фриз концертного зала капеллы украшают имена семи деятелей, послуживших русскому церковному пению или напрямую капелле: это Разумовский, Ломакин, Львов, Бортнянский, Глинка, Турчанинов и Потулов.
Зал вмещает более 800 человек. Места расположены в партере, на балконе и галерее. Два ряда амфитеатра поднимаются вдоль боковых стен.
3 октября 1894 года в концертном зале капеллы из-за неисправности дымохода случился пожар, однако повреждён огнём оказался только потолок, и зал вскоре смогли восстановить в первоначальном виде.
Жилой корпус, выходящий на Большую Конюшенную улицу, Бенуа надстроил на два этажа, сделав его четырёхэтажным и сохранив лицевую стену, а дворовую часть здания возвёл на новом фундаменте. Фасад был решён архитектором в эклектичном стиле: он украшен рустовкой и наличниками, а также лепными гирляндами под
карнизом. В этом доме в разное время жили композиторы С. М. Ляпунов и Н. А. Римский-Корсаков, архитекторы В. В. Чаплин, Б. Ф. Гуслистый и А. С. Пронин. В 1890-х годах в доме располагались редакции журналов «Зодчий» и «Неделя строителя».
Учебные корпуса Бенуа спроектировал по образцу здания Двенадцати коллегий: помещения связаны широкими коридорами, хорошо освещаемыми через большие окна. По периметру двора, располагающегося позади концертного зала, зодчий разместил здания, предназначавшиеся для учебных классов и хозяйственных нужд, в том числе для бани с бассейном.
Планируя участок капеллы, Бенуа отнесся к дворовым пространствам как к важной функциональной части комплекса. В фасаде центрального здания слева и справа от парадного входа были прорублены широкие сквозные арки, которые соединили курдонёр с внутренними дворами, вследствие чего дворы превратились в проезды, выходящие через арку жилого дома капеллы на Большую Конюшенную улицу. Это решение позволило рационально соединить все здания и создать удобную связь между набережной Мойки и улицей. Трактовка дворового пространства не как нагромождения жилых и хозяйственных построек, а как важного коммуникативного элемента архитектурного комплекса стала новаторской находкой архитектора.

## Современное состояние
Здание капеллы сильно пострадало от бомбёжек в годы Великой Отечественной войны. В сентябре 1941 года в Царский павильон попала бомба, расколовшая его надвое; он был разобран в 1947 году при реставрации здания, на его месте устроили клумбу. В это же время был переделан фасад концертного зала: левый арочный проезд, через который слушатели попадали в фойе и на лестницу к партеру концертного зала, был закрыт с двух сторон и переделан в гардероб, а окна служебных помещений по бокам от бывшего Царского павильона были заложены и не раскрыты даже после воссоздания павильона.
В 1970-е годы с тыльной стороны концертного зала на уровне второго этажа была пристроена галерея, через которую артисты и представители администрацию могут попадать в зрительный зал и фойе. Кроме того, галерея используется для проведения выставок и как место для отдыха слушателей в антрактах между концертами. Также в советское время жилые и учебные помещения капеллы неоднократно подвергались перепланировке.
В 1989 году было проведено исследование фундаментов Царского павильона, подтвердившее возможность их использования; Царский павильон был восстановлен в 1999—2000-х годах по проекту В. Н. Вороновой в рамках проекта реконструкции «Дворы Капеллы».
В 2005 году был отреставрирован концертный зал капеллы, однако его первоначальный облик полностью реконструировать не удалось. Кроме того, из-за строительства на соседнем участке гостиницы и сопутствовавшей осадки грунта на стенах капеллы возникли трещины, что потребовало применения металлических стяжек. В 2007 году при реконструкции дворов капеллы расселили 13 квартир, находящихся в здании; в частности, была расселена квартира первого директора учреждения.
В 2010 году одна из дворовых галерей комплекса была застеклена. Одна из последних реставраций здания была произведена в 2016 году; были отреставрированы фасады и проведён капитальный ремонт лестницы, ведущей в Камерный зал, которая при проектировании здания была основным парадным входом.

## В массовой культуре
При съёмке фильма «Невероятные приключения итальянцев в России» режиссёр фильма Эльдар Рязанов разместил у здания капеллы статуи львов и фонтан, которых в реальности там никогда не было.